# جلگه سند و گنگ

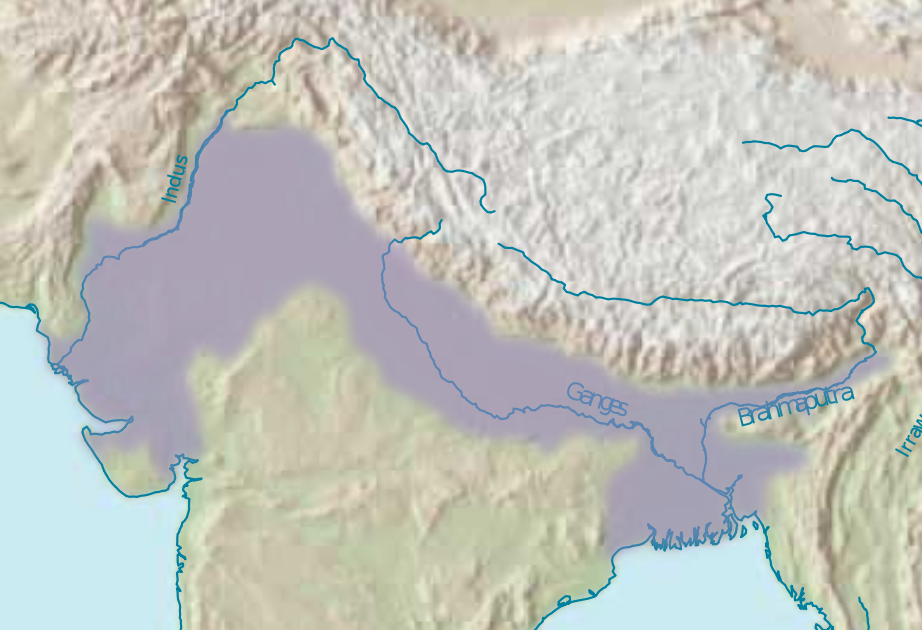
جلگه ایندوس و گنگ (به رنگ بادمجانی).

جلگه سند و گَنگ جلگهٔ پهناور و حاصلخیزی است که بیشتر شمال و شرق هندوستان، بخش اعظم پاکستان و همهٔ بنگلادش را در بر می‌گیرد.
بخش بزرگی از این جلگه از دو رود بزرگ سند و گنگ آب می‌خورد و نام آن از نام این دو رود گرفته شده است.
در آسیا رود های پر آب، جلگه های پهناوری به وجود آوردند. مانند جلگهٔ بزرگ سیبری، جلگهٔ گنگ و سند و جلگهٔ چین. 

رود گنگ و سند از رشته‌کوه هیمالیا سر چشمه می‌گیرد.